# U-Bahnhof Marktplatz
Der U-Bahnhof Marktplatz ist ein zentraler Knotenpunkt-Bahnhof der Stadt- und Straßenbahn Karlsruhe. Er befindet sich in der Karlsruher Innenstadt unter dem zentral gelegenen Marktplatz.
Der Bahnhof besteht aus den beiden Stationen Marktplatz (Pyramide U) und Marktplatz (Kaiserstraße U). Auf insgesamt fünf Gleisen verkehren die Linien 1, 2, S1, S11, S2, S4, S5, S51, S52, S7 und S8.

## Geschichte

### Planungen und Bürgerentscheid
Bereits 1966 wurde im Rahmen eines Gutachtens über eine Tieferlegung des Straßenbahnverkehrs in Karlsruhe nachgedacht. 1989 wurde die Studie „U-Strab in Karlsruhe“ vorgelegt. Zu dieser Zeit war bereits die Erweiterung des Karlsruher Stadtbahnnetzes nach dem Karlsruher Modell auf Eisenbahnstrecken in die Region hinaus beschlossen, wodurch mehr Bahnen in der Innenstadt erwartet wurden. Ein Teil des Mehrverkehrs wurde aber auch durch andere Fahrzeuge aufgefangen. Bot eine Doppeltraktion des alten, nur 2,4 m breiten und 26 m langen GT8-D nur 140 Plätze, hatte eine Doppeltraktion der damals neuen 2,65 m breiten und rund 38 m langen GT8-80C 234 Sitzplätze. Allerdings behinderten die längeren Stadtbahnzüge Fußgänger stärker beim Überqueren der Kaiserstraße als die älteren, kürzeren Fahrzeuge; ein Phänomen, das in Anspielung auf die Lackierung der Fahrzeuge mitunter als die „gelbe Wand“ bezeichnet wurde.
Als in den 1990er Jahren die Kapazitätsgrenze der Stammstrecke durch die Fußgängerzone endgültig erreicht war, beschloss der Gemeinderat am 14. Mai 1996 eine U-Strab, die einige Gemeinsamkeiten mit der später verwirklichten Kombilösung besaß. Die Planungen wurden heftig kritisiert und wurden am 20. Oktober 1996 durch einen Bürgerentscheid gestoppt. Da die Stadt aber immer noch eine Lösung für das Kapazitätsproblem finden musste, wurden die Planungen überarbeitet. Es entstand die Bürgerbeteiligung „City 2015“, die entstandenen Pläne wurden in einem erneuten Bürgerentscheid 2002 mit 55,55 % angenommen.

### Bauphase
Der Spatenstich des Gesamtprojektes erfolgte am 21. Januar 2010 am zukünftigen U-Bahnhof Europaplatz. Die Bauarbeiten am Marktplatz fanden ab 2012 statt. Im Zuge der Bauarbeiten wurde die Pyramide am Marktplatz von Oktober 2013 bis Oktober 2018 durch eine Holzverschalung vor Schäden und Verschmutzung geschützt. Des Weiteren musste die damalige oberirdische Bahnstrecke mehrmals verschwenkt werden, so dass ein fast durchgängiger Betrieb während der Bauarbeiten möglich war.
Am 25. Juni 2015 brachte der Tunnelvortrieb im Bereich der Haltestelle Lammstraße instabilen Untergrund aus Kies und Sand zum Abrutschen. Dadurch entstand ein Hohlraum unter der Kaiserstraße. Da sich die Straßenbahngleise um mehr als 20 mm abgesenkt hatten, musste der Straßenbahnbetrieb auf der Kaiserstraße eingestellt werden. Nachdem der Hohlraum mit Beton aufgefüllt worden war, wurde der Boden im Bereich des Hohlraums verdichtet und die Gleise wurden unterschottert. Der Bahnbetrieb in der Kaiserstraße wurde am 8. Juli 2015 wieder aufgenommen.
Am 4. August 2020 befuhr der erste Zug im Rahmen einer Testfahrt den Ost-West-Tunnel unter der Kaiserstraße. Die Fahrt wurde mit einem Niederflurfahrzeug durchgeführt. Im April 2021 wurden zum ersten Mal so genannte Stresstests durchgeführt. Dabei wurde unter anderem der zukünftige Zehnminutentakt mehrerer Linien mit insgesamt 32 Zügen nachts geprobt.

### Eröffnung
Der U-Bahnhof wurde am 11. Dezember 2021 gemeinsam mit dem Stadtbahntunnel eröffnet. Anwesend waren unter anderem Oberbürgermeister Frank Mentrup (SPD), Landesverkehrsminister Winfried Hermann (Grüne) und Verkehrsstaatssekretär Michael Theurer (FDP). Der erste Sonderzug mit geladenen Gästen startete an der Haltestelle Marktplatz.
Um 14 Uhr wurde die Haltestelle für die Fahrgäste geöffnet. Die ersten drei Züge fuhren über die östliche, westliche und südliche Rampe in den Tunnel und trafen gleichzeitig am Gleisdreieck am Marktplatz ein.

## Anlage
Der Bahnhof besteht aus den beiden rechtwinklig zueinander liegenden Stationen „Marktplatz (Pyramide U)“ und „Marktplatz (Kaiserstraße U)“. Die Gleise liegen 13,4 m unter Geländeniveau, beide Stationen haben eine Länge von 100 m. Sie sind über ein höhengleiches Gleisdreieck verbunden, über eine Zwischenebene können Fahrgäste zwischen den Stationen wechseln.

### Marktplatz (Kaiserstraße U)
Die Station Marktplatz (Kaiserstraße U) liegt im Ost-West-Tunnel und besteht aus den Gleisen 1 und 2 mit je einem Seitenbahnsteig. An das westliche Ende der Station schließt sich der Tunnel in Richtung Mühlburger Tor an, am östlichen Ende befindet sich das Gleisdreieck, dahinter führt der Tunnel weiter zum U-Bahnhof Kronenplatz.

### Marktplatz (Pyramide U)

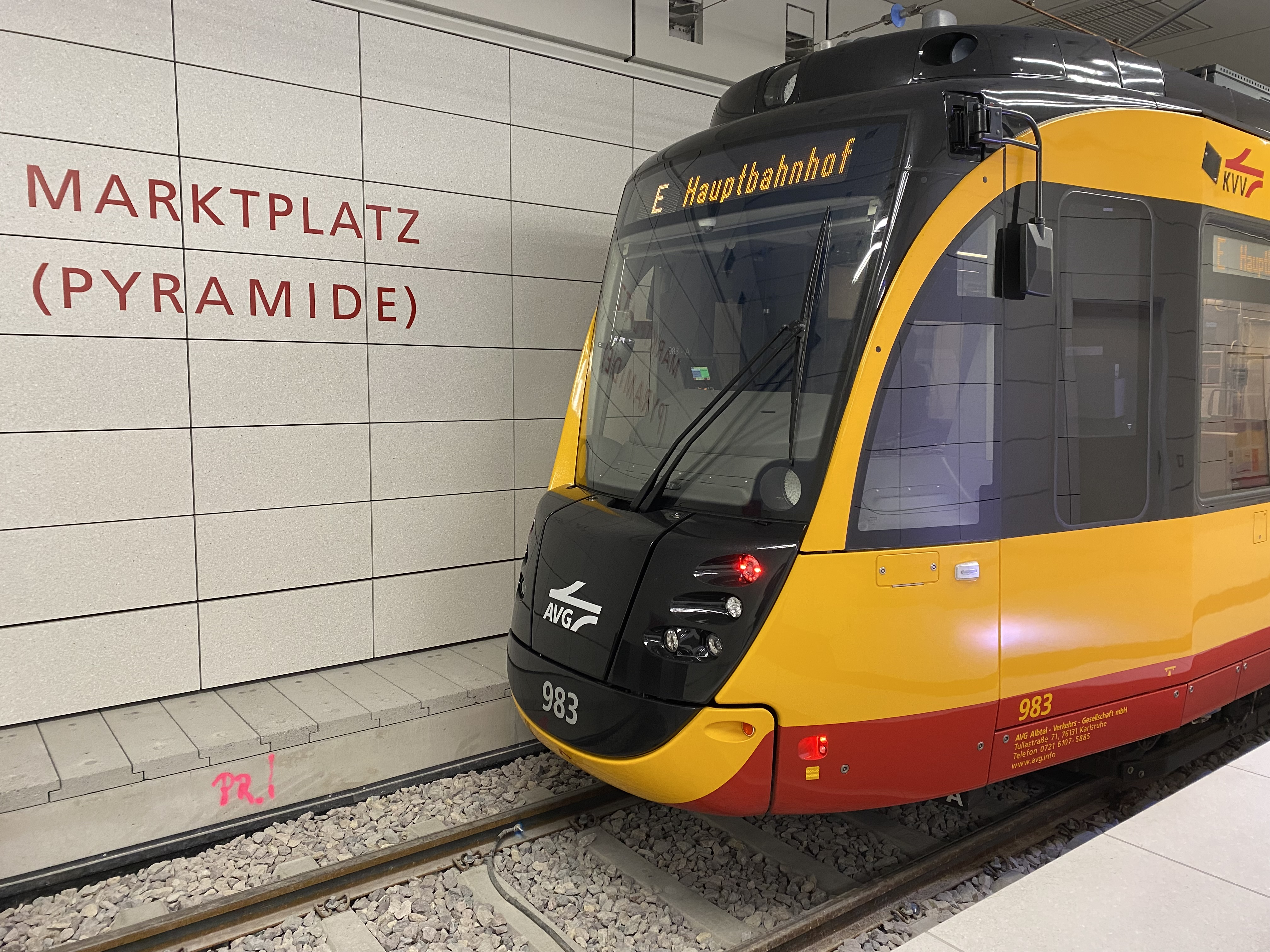
Stadtbahn-Sonderzug auf Gleis 5 am Tag der Eröffnung

Die Station Marktplatz (Pyramide U) liegt im Südabzweig-Tunnel und besteht aus den Gleisen 3 bis 5. Die Station schließt im Norden an das Gleisdreieck an, im Süden an den Tunnel Richtung Hauptbahnhof. Das Gleis 3 hat einen Seitenbahnsteig, die Gleise 4 und 5 liegen an einem Mittelbahnsteig. Das Gleis 5 ist ein Stumpfgleis; es kann nur von Süden aus befahren werden. Der Bahnsteig an diesem Gleis hat als einziger im U-Bahnhofs Marktplatz auf voller Länge eine Bahnsteighöhe von 550 mm, da hier ausschließlich die mittelflurigen Zweisystem-Stadtbahnzüge enden und beginnen. Dieses Gleis liegt etwas tiefer als die übrigen, da es sich mit dem Gleis 4 (Bahnsteighöhe 340 mm Höhe) an einem gemeinsamen Bahnsteig befindet.

### Zwischenebene
Beide Stationen sind über eine große Zwischenebene miteinander verbunden. Diese ist über mehrere Treppen, Rolltreppen und Aufzüge erreichbar und bietet über große Glasscheiben einen guten Blick auf die Gleisebenen. Im Gang zwischen den beiden Stationen befinden sich eine kostenpflichtige Toilettenanlage und Aufenthaltsräume für die Mitarbeiter der Verkehrsbetriebe.

### Raum über Gleis 5
Über dem Gleis 5 befindet sich ein im Rohbau fertig gestellter, 450 Quadratmeter großer Event-Raum. Fünf Scheiben bieten einen Blick auf die darunterliegende Bahnsteigebene. Noch ist nicht klar, wozu dieser Raum verwendet werden soll.

## Barrierefreiheit
Die Zwischenebene und die Bahnsteige sind über mehrere Aufzüge vollständig barrierefrei erreichbar. Um einen barrierefreien Einstieg in alle Züge zu gewährleisten, gliedern sich die Bahnsteige der Gleise 1–4 jeweils in einen 80 m langen Abschnitt mit 340 mm Bahnsteighöhe für den barrierefreien Einstieg in die Niederflurwagen und einen 15 m langen Abschnitt mit 550 mm Bahnsteighöhe für den barrierefreien Zugang zu den ersten zwei Türen von Zweisystemwagen. Dazwischen befindet sich eine Rampe. Eine Ausnahme bildet das bereits erwähnte Gleis 5: hier hat der Bahnsteig auf gesamter Länge eine Höhe von 550 mm.

## Betrieb
| Richtung       | Linien                  |
| -------------- | ----------------------- |
| Durlacher Tor  | 1 S 2 S 5 S 51          |
| Mühlburger Tor | 1 S 1 S 11 S 2 S 5 S 51 |
| Hauptbahnhof   | S 1 S 11                |

| Richtung       | Linien                      |
| -------------- | --------------------------- |
| Durlacher Tor  | 2 S 4 S 7 S 8               |
| Mühlburger Tor | S 1 S 11                    |
| Hauptbahnhof   | 2 S 1 S 11 S 4 S 52 S 7 S 8 |

## Lichtinstallation
Die Beleuchtung der Haltestelle wird durch LED-Lampen an einer Seilkonstruktion realisiert. Der räumlich untere Teil und der Boden werden hell erleuchtet, die Decke wird weniger stark angestrahlt. An mehreren Orten innerhalb des Bahnhofs sind RGB-Strahler an der Seilkonstruktion montiert. Wenn sich eine Person oder ein Objekt im Lichtkegel befindet, werden die bunten Lichtstrahlen je nach Position unterbrochen und es entsteht ein farbiges Muster auf dem Bahnsteig.